# لين ديفيز
لين ديفيز (بالإنجليزية: Len Davies)‏ (28 أبريل 1899 بكارديف في المملكة المتحدة - 1 يناير 1945 في المملكة المتحدة) هو مدرب كرة قدم ولاعب كرة قدم بريطاني (وحمل سابقاً جنسية المملكة المتحدة لبريطانيا العظمى وأيرلندا) في مركز الهجوم. شارك مع منتخب ويلز لكرة القدم. أما مع النوادي، فقد لعب مع كارديف سيتي ونادي بانغور سيتي وThames A.F.C. ‏.

## وصلات خارجية
- لين ديفيز على موقع ناشيونال فوتبول تيمز (الإنجليزية)